# Kasteel de Meeus d'Argenteuil

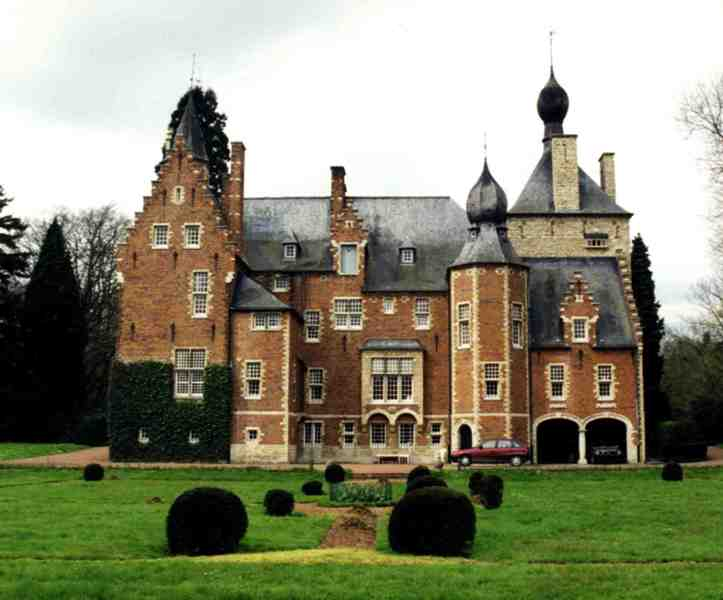
Kasteel de Meeus d'Argenteuil

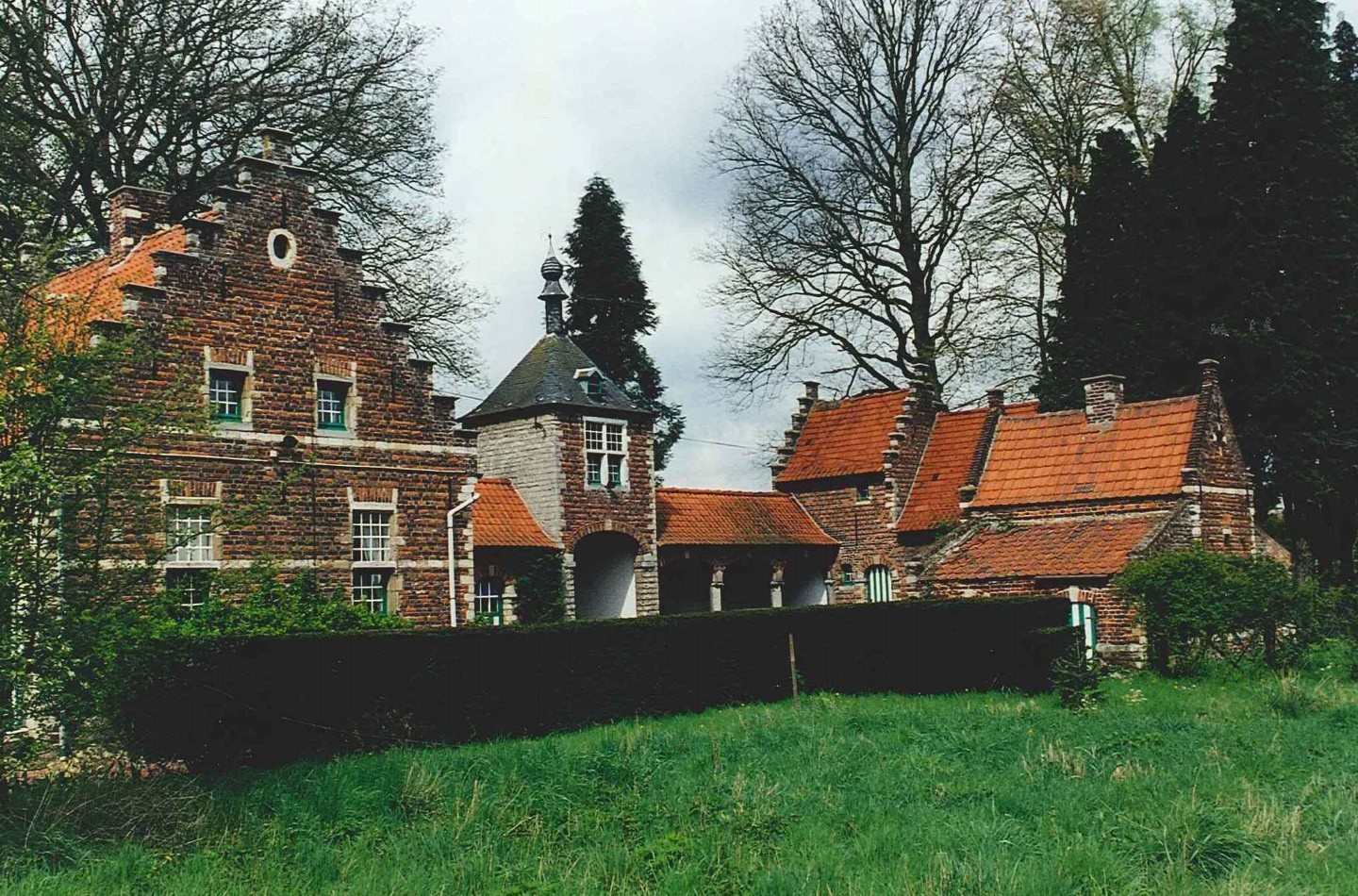
Hovenierswoning met poortgebouw

Kasteel de Meeus d'Argenteuil, ook bekend als Hof ter Bruelen en Kasteel de Trannoy, is een kasteel met landgoed in de tot de Antwerpse gemeente Westerlo behorende plaats Tongerlo, gelegen aan het de Trannoyplein 24.
De familie de Meeus d'Argenteuil verkreeg het kasteel bij erfenis. Het is niet toegankelijk voor publiek.

## Gebouw
Het bouwwerk, naar ontwerp van Jules Ghobert, is deels opgetrokken in bakstenen die van het 16e eeuwse Egmontpaleis te Brussel afkomstig zijn en kalkzandsteen die afkomstig is van de gesloopte vestingmuren van de stad Antwerpen. Hoewel het geheel mede daardoor een historische indruk maakt, zijn de fundamenten van dit 20e eeuwse bouwwerk van beton. 
Het kasteel heeft een zuidwestelijke, natuurstenen woontoren op vierkante plattegrond met uitvormige spits. Verder bestaat het uit een aantal bouwvolumes met trapgevels, een zeskante traptoren, een bordestrap en dergelijke, in neorenaissancestijl. De gevels tonen 17e eeuwse jaartallen, in muurankers en dergelijke, maar deze zijn gefingeerd.
Uit dezelfde tijd als de bouw van het kasteel is een hoveniershuis alias toegangsgebouw, eveneens in baksteen en uitgevoerd met trapgevels. Het langgerekte gebouw heeft ook een toegangspoort met daarboven een duiventoren. Daarbij is ook een tuinpaviljoen. Ook deze gebouwen zijn in historiserende stijl gebouwd.
Het geheel is omringd door een park met een dreef, een Franse tuin, een boomgaard en een landschapstuin waarin zich een vijver bevindt.